# Raimon de Montredon
Raimon de Montredon (né en ? - † le 16 avril 1160) était un religieux du Moyen Âge, qui fut chanoine de Nîmes, puis archidiacre de Béziers, évêque d’Agde (1130-1142) et enfin archevêque d'Arles de 1142 au 16 avril 1160.

## Biographie

### Origine et premières années
D’origine languedocienne, Raimon de Montredon, nait d'après Pierre le Vénérable, abbé de Cluny dans le diocèse de Nîmes; il est destiné de bonne heure à l’état ecclésiastique et offert (oblat ?) par ses parents à la cathédrale de Nîmes dont il devient chanoine. On le trouve ensuite archidiacre à Béziers, puis évêque d’Agde.
Il devient évêque d'Agde en 1130, succédant à Aldebert.

### Archevêque d'Arles
À Arles, l'archevêque Raimon de Montredon — comme par la suite ses successeurs — se préoccupe de préciser la nature des relations qui lient l'Église aux fidèles laïcs qui tiennent d'elle — souvent depuis des générations — certains de leurs domaines. Il se montre d'abord soucieux de consolider et de développer le patrimoine de la mense épiscopale, ainsi qu'en témoignent les inventaires successifs de son début d'archiépiscopat. Dès sa prise de fonction, il prend également grand soin de la prestation des serments qu'il estime lui être dus. Il fait modifier leur formulaire en le féodalisant peu à peu. Ainsi, par exemple, en 1142, Peire de Lambesc qui reçoit en fief de l'archevêque Raimon — en contrepartie de l'abandon de ses droits sur Salon — les castra de Vernègues et d'Avallon, doit prêter un serment de fidélité qui l'oblige explicitement à l'hommage, à l'aide (« servicium »), à une albergue de vingt chevaliers et à devoir rendre les deux castra sur simple requête de l'archevêque. Cependant les grands seigneurs comme ceux des Baux ou de Marseille, échappent à ce traitement et bénéficient de la poursuite des relations traditionnelles, plus égalitaires. En ce qui concerne les Baux, compte tenu de la position dominante de cette famille parmi les grands laïcs de la région, Raimon de Montredon comprend en effet rapidement l'intérêt à s'entendre avec ces seigneurs qui disposent en outre d'une certaine influence sur le comte de Saint-Gilles avec lequel le siège d'Arles est en délicatesse à propos des terres d'Argence depuis le début du XIIe siècle. En 1142, Raimon reçoit l'hommage de Raimond des Baux pour les terres de Marignane, qui concède la même année à Saint-Trophime, un terrain sur lequel sera bâtie la chapelle Saint-Nicolas de Marignane en 1142 pour les frères convers du Thoronet exploitant leurs salins du Lion. En 1143, Raimond de Baux restitue, moyennant 200 sous de Melgueil, les "honneurs" de Saint-Nicolas et de Sainte-Marie de Marignane à l’Église d'Arles. Le 2 septembre 1143 à Fourques, Alphonse Jourdain reçoit donc en fief de Raimon de Montredon qui manifesta toujours une neutralité bienveillante vis-à-vis d’Alphonse Jourdain dans le conflit qui opposait les maisons d’Aragon et de Toulouse, l’Argence, un petit territoire entre Beaucaire et Saint-Gilles). 
À partir de 1150, il arrive fréquemment qu'on fasse appel à l'archevêque d'Arles — comme au comte de Provence — pour rendre des arbitrages et des médiations dans des conflits qui déchirent — apparemment de manière régulière — la société aristocratique à l'époque. Pour cela, Raimon de Montredon s'est entouré de juristes comme Bernat d'Auriac ou Maître Millon. Ainsi, à la fin de l'année 1156, à la suite d'une reprise des guerres baussenques, l'archevêque négocie, de concert avec le comte Raimond V de Toulouse et la vicomtesse Ermengarde de Narbonne, la soumission d'Hugues des Baux et de ses frères au comte Raimond Bérenger IV de Barcelone et à son neveu Raimond Bérenger II de Provence.
Pour des raisons que l’on ignore, la ville d’Arles semble s’être révoltée contre son archevêque vers 1150, à la suite de quoi celui-ci dut concéder une charte de consulat à la ville.
Raimon de Montredon s'efforce également de maintenir de bonnes relations avec les empereurs germaniques, qui sont les suzerains lointains de la ville, initialement avec Conrad III, puis avec son successeur Frédéric Ier Barberousse, dont il obtiendra — à Worms, en juin 1152 (ou 1153 ?) — la confirmation des privilèges de l’Église d’Arles.

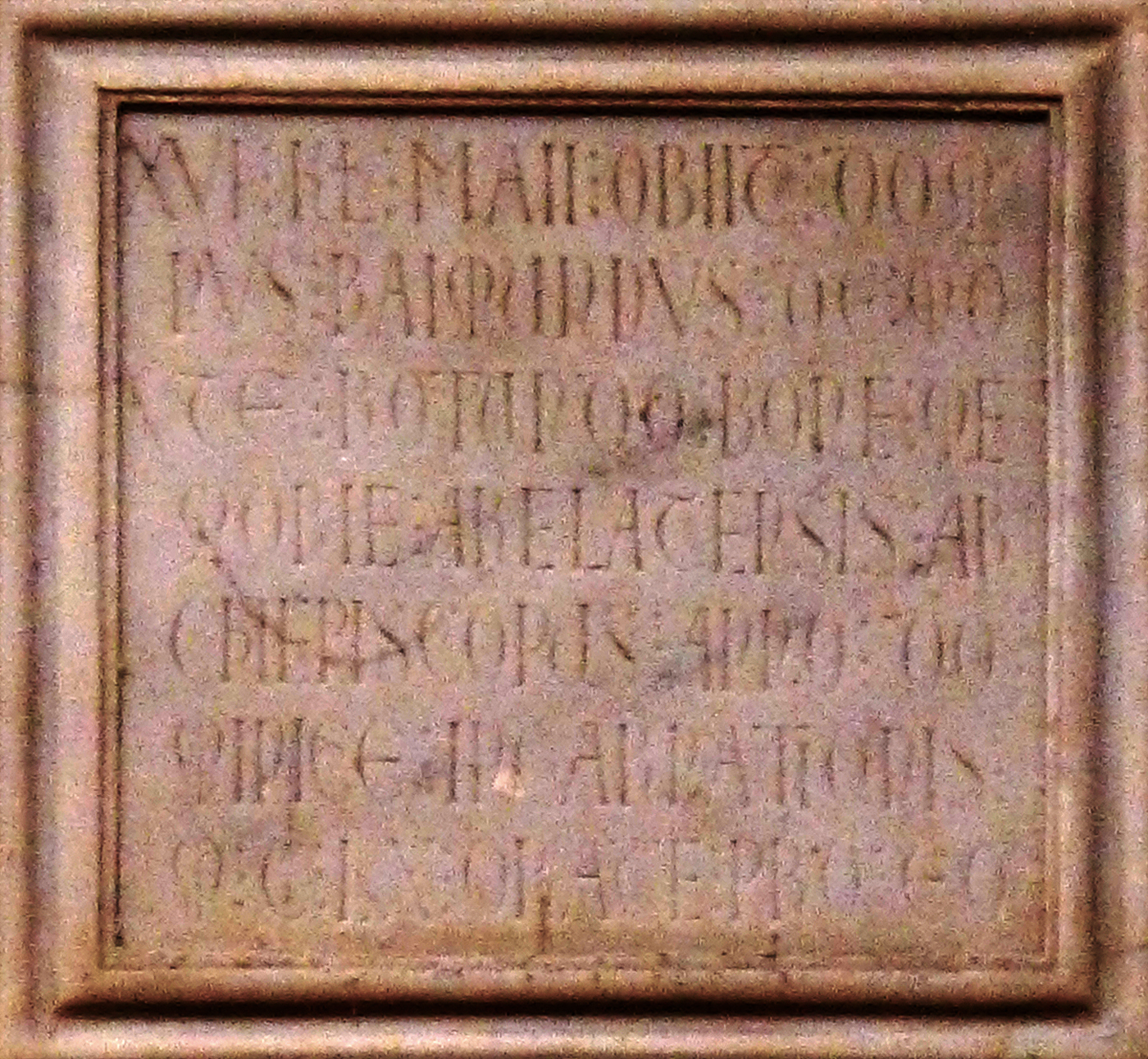
Épitaphe de Raimond de Montredon.

Le 29 septembre 1152, il organise la translation des reliques de saint Trophime, des Alyscamps à la basilique Saint-Étienne (appelée de nos jours Saint-Trophime).
L'archevêque Raymond de Montredon assiste au concile de Pavie (5 au 11 février 1160) convoqué par l'empereur Frédéric où l'élection de l'anti-Pape Victor II (?) (en principe IV) fut approuvée et Alexandre III excommunié avec tous ses partisans. Il meurt au retour de ce concile le 16 avril 1160 (ou le 16 mai). Sa tombe se trouve aujourd'hui dans la basilique Saint-Trophime d'Arles où l'on voit cette épitaphe incrustée dans le mur nord de la troisième travée :
« Decimo sexto kal. maii, obiit D. Raymundus de Monterotundo, bonae memoriae, Arelat. Archiespiscopus, anno Domini Incarnat, M.C.L.X. orate pro eo. ».
À ce jour, il s'agit de la plus ancienne épitaphe conservée dans cette basilique.